# Monteshell
Monteshell S.p.A., reso graficamente in MonteShell, è stata una società per azioni italiana, attiva nel settore petrolifero. In particolare si occupava della raffinazione, del trasporto e della distribuzione di carburante per autotrazione.

## Storia

Un'Alfa Romeo 155 TS 2.0 sponsorizzata Monteshell nella stagione 1994 del Superturismo

All'inizio degli anni 1960, Montecatini e Shell avevano già unito le forze in una Monteshell Petrolchimica, proprietaria di uno stabilimento nel polo chimico di Ferrara e di un sito industriale a Brindisi. Sul finire del decennio, Montedison acquista la quota di Shell e fa confluire il settore petrolchimico in Montesud. Successivamente, nel 1973, Shell abbandona l'Italia cedendo i propri impianti all'Eni.
Nel 1987 SELM, del gruppo Montedison, acquisisce la rete italiana di Total, in perdita da anni, per circa 240 miliardi di lire. Il motivo dell'operazione è dettato dalla necessità di aprire un nuovo canale distributivo in seguito all'apertura della produzione di greggio nel canale di Sicilia, con l'apertura della piattaforma Vega; nello specifico, la controllata di SELM, Valmont, ha comprato il 100% di Total Sipa e i 2 566 impianti di proprietà che si sono aggiunti ai 400 detenuti da SELM, arrivando a detenere il 7,3% del mercato nazionale, quarto player italiano. Compresa nel pacchetto Total c'era anche la Raffineria ex Aquila, utile per l'integrazione verticale delle attività.
Pochi mesi dopo viene annunciata la creazione di Monteshell, una joint venture tra SELM e Shell, creata per competere nella distribuzione di carburanti, lubrificanti, GPL e bitumi: SELM ci mette il suo know how nell'estrazione e nella raffinazione, mentre Shell nel retail. Alle 3 000 stazioni SELM si aggiungono i 120 punti di rifornimento Shell (acquisiti qualche anno prima dalla Conoco), oltre alla raffineria ROL ceduta da Montedison. Nel 1993 la società realizza il miglior bilancio della sua storia, con 3 801 miliardi di fatturato, Ebitda di 107,4 miliardi e un utile di 5,2 miliardi. La rete scende a 2 154 impianti e Monteshell è al quarto posto tra gli operatori, dopo Agip/IP, Esso e Q8.
Con l'arrivo del 1995, si assistette alla fine di Monteshell. Edison, la nuova veste di SELM, cede il 50% della compagnia a Shell, incassando 238 miliardi di lire. La collaborazione tra i due soci continuerà ancora per qualche anno, ma solamente per le attività GPL e bitumi.